# バレーボール日本女子U21代表
バレーボール日本女子U21代表（バレーボールにほんじょしアンダー21だいひょう）は、20歳以下（U20）または21歳以下（U21）の国際大会で編成される日本の世代別ナショナルチームである。旧称はジュニア。主な出場大会として、2年ごとに開催されるアジアU20選手権及びU21世界選手権がある。
本項ではアンダーエイジであるバレーボール日本女子U-19代表（旧称ユース）及びU-23も取り扱う。U19の主な出場大会として、2年ごとに開催されるアジアU18選手権とU19世界選手権があり、U23の出場大会としては2年ごとに開催される世界U-23バレーボール選手権及び2015年から開催されるアジアU-23バレーボール選手権がある。
FIVB世界ランキングはU23が第5位、ジュニアが第3位（2017年1月現在）、ユースが第8位である（2017年1月現在）。

## 概要
国際バレーボール連盟は「1977年に第1回世界ジュニア選手権（U-20）を開催する」と1973年に発表し、1976年にアジア会議において日本が推薦出場できることが決定した。これを受けて日本バレーボール協会は代表選考合宿を行い、実業団チーム若手や高校生らが参加したが、当時の日本では高校女子のネットの高さが一般成人女子よりも低くハンデキャップとなり、結局実業団若手の須藤佳代子、江上由美らが全日本ジュニアに選出された。1977年10月にメキシコで開催された第1回世界ジュニア選手権では、銅メダルを獲得した。日本以外の出場国はこの大会を1980年のモスクワオリンピックの前哨戦と位置づけて強化を図ってきており、日本バレーボール協会50年史では「日本は準備不足であった」と異例の自己批判を行っている。
1981年の第2回からはその開催前年にアジアジュニア選手権が開催されることになり、優勝チームが世界ジュニア出場権を得られるシステムとなった。またアジアジュニアで出場権を得られなかった場合でも、アジア予選を突破すれば世界ジュニア本大会の出場権が得られた。2012年現在ではアジア予選は廃止され、アジアジュニア上位4チームが世界ジュニア出場権を得られるシステムとなっている。
実戦による強化については、1976年9月に開催されたNHK杯への参加、環太平洋ジュニア選手権大会（U-20）への参加などがあった。環太平洋ジュニア選手権大会は1984年から環太平洋ユーストーナメント大会（U-18）に衣替えし、全日本ユースともいうべき選抜メンバーが出場している。
1989年からは世界ユース選手権（U-17）（発表当時は第1回世界ユースカップ）が開催されることになり、アジア予選が開催された。1997年のアジアユース選手権新設に伴い、出場権はアジアユース選手権上位チームに変更されている。2003年の世界ユース選手権まではU-17であったが、年齢制限が変更され2005年の世界ユース選手権からU-18となっている。
日本バレーボール協会としては、ジュニア・ユース選手権は育成の場であり、「将来一人でも多く全日本シニア代表に入る人材が育って欲しい」との願いがあった。代表候補に選出された選手が故障や、学業優先、日本国内高校生メジャー大会優先などで、参加辞退することがある。

## 全日本女子ジュニアの成績
| メダル獲得数   | 金メダル | 銀メダル | 銅メダル | 合計 |
| -------------- | -------- | -------- | -------- | ---- |
| 全日本ジュニア | 6        | 8        | 3        | 17   |

| 回 | 年   | 開催地           | 順位   | 備考 |
| -- | ---- | ---------------- | ------ | ---- |
| 1  | 1980 | ソウル           | 準優勝 |      |
| 2  | 1984 | キャンベラ       | 優勝   | ※    |
| 3  | 1986 | バンコク         | 優勝   | ※    |
| 4  | 1988 | ジャカルタ       | 優勝   | ※    |
| 5  | 1990 | チェンマイ       | 優勝   | ※    |
| 6  | 1992 | クアラルンプール | 5位    |      |
| 7  | 1994 | マニラ           | 準優勝 |      |
| 8  | 1996 | チェンマイ       | 準優勝 |      |
| 9  | 1998 | トラン           | 3位    |      |
| 10 | 2000 | ダグパン         | 準優勝 |      |
| 11 | 2002 | ホーチミン       | 5位    |      |
| 12 | 2004 | コロンボ         | 準優勝 |      |
| 13 | 2006 | ナコンラチャシマ | 準優勝 | ※    |
| 14 | 2008 | 台北             | 優勝   | ※    |
| 15 | 2010 | ハイズオン       | 3位    | ※    |
| 16 | 2012 | ナコンパトム     | 3位    | ※    |
| 17 | 2014 | 台北             | 準優勝 | ※    |
| 18 | 2016 | ナコンラチャシマ | 準優勝 | ※    |
| 19 | 2018 | バクニン         | 優勝   | ※    |

| メダル獲得数   | 金メダル | 銀メダル | 銅メダル | 合計 |
| -------------- | -------- | -------- | -------- | ---- |
| 全日本ジュニア | 0        | 2        | 6        | 8    |

| 回 | 年   | 開催地           | 順位   | 出場・不出場理由                                                    |
| -- | ---- | ---------------- | ------ | ------------------------------------------------------------------- |
| 1  | 1977 | サンパウロ       | 3位    | 推薦                                                                |
| 2  | 1981 | メキシコシティ   | 3位    | アジア予選による                                                    |
| 3  | 1985 | ミラノ           | 準優勝 | アジアジュニア選手権優勝                                            |
| 4  | 1987 | ソウル           | 4位    | アジアジュニア選手権優勝                                            |
| 5  | 1989 | リマ             | 3位    | アジアジュニア選手権優勝                                            |
| 6  | 1991 | ブルノ           | 3位    | アジアジュニア選手権優勝                                            |
| 7  | 1993 | ブラジリア       | 5位    | アジア予選による                                                    |
| 8  | 1995 | バンコク         | 4位    | アジア予選（エントリーチームが 出場枠数であった為、予選は行われず） |
| 9  | 1997 | グダニスク       | 4位    | アジア予選による                                                    |
| 10 | 1999 | サスカトゥーン   | 6位    | アジア予選による                                                    |
| 11 | 2001 | サントドミンゴ   | 不出場 | アジア予選敗退                                                      |
| 12 | 2003 | スパンブリ       | 不出場 | アジア予選なくアジアジュニア選手権 2-4位チームが出場権              |
| 13 | 2005 | アンカラ他       | 5位    | アジアジュニア選手権準優勝                                          |
| 14 | 2007 | ナコンラチャシマ | 3位    | アジアジュニア選手権準優勝                                          |
| 15 | 2009 | メヒカリ他       | 欠場   | 2009年新型インフルエンザの 世界的流行のため                         |
| 16 | 2011 | リマ他           | 11位   | アジアジュニア選手権3位                                             |
| 17 | 2013 | ブルノ           | 準優勝 | アジアジュニア選手権3位                                             |
| 18 | 2015 | サンファン他     | 4位    | アジアジュニア選手権準優勝                                          |
| 19 | 2017 | コルドバ他       | 3位    | アジアジュニア選手権準優勝                                          |

## 全日本女子ユースの成績
| メダル獲得数 | 金メダル | 銀メダル | 銅メダル | 合計 |
| ------------ | -------- | -------- | -------- | ---- |
| 全日本ユース | 8        | 2        | 0        | 10   |

| 回 | 年   | 開催地           | 順位     | 備考                                        |
| -- | ---- | ---------------- | -------- | ------------------------------------------- |
| 1  | 1997 | ヤラー           | 優勝     |                                             |
| 2  | 1999 | シンガポール     | 準優勝   |                                             |
| 3  | 2001 | トラン           | 準優勝   |                                             |
| 4  | 2003 | シーサケート     | 出場辞退 | SARS流行、イラク戦争による 国際情勢悪化の為 |
| 5  | 2005 | マンダウエ       | 4位      |                                             |
| 6  | 2007 | カムペーンペット | 優勝     |                                             |
| 7  | 2008 | マニラ           | 優勝     |                                             |
| 8  | 2010 | クアラルンプール | 優勝     |                                             |
| 9  | 2012 | 成都             | 優勝     |                                             |
| 10 | 2014 | ナコンラチャシマ | 優勝     |                                             |
| 11 | 2017 | 重慶             | 優勝     |                                             |
| 12 | 2018 | ナコンパトム     | 優勝     |                                             |

| メダル獲得数 | 金メダル | 銀メダル | 銅メダル | 合計 |
| ------------ | -------- | -------- | -------- | ---- |
| 全日本ユース | 2        | 1        | 1        | 4    |

| 回 | 年   | 開催地           | 順位   | 備考                                         |
| -- | ---- | ---------------- | ------ | -------------------------------------------- |
| 1  | 1989 | クリチバ         | 3位    |                                              |
| 2  | 1991 | リスボン         | 4位    |                                              |
| 3  | 1993 | ブラチスラヴァ   | 準優勝 |                                              |
| 4  | 1995 | オルレアン       | 優勝   |                                              |
| 5  | 1997 | チエンマイ       | 13位   |                                              |
| 6  | 1999 | フンシャル       | 優勝   |                                              |
| 7  | 2001 | プーラ           | 5位    |                                              |
| 8  | 2003 | ピワ             | 不出場 | アジアユース出場辞退で出場権を得られず       |
| 9  | 2005 | マカオ           | 不出場 | アジアユース選手権（4位）で 出場権を得られず |
| 10 | 2007 | ティフアナ他     | 7位    |                                              |
| 11 | 2009 | ナコンラチャシマ | 5位    |                                              |
| 12 | 2011 | アンカラ         | 7位    |                                              |
| 13 | 2013 | ナコンラチャシマ | 5位    |                                              |
| 14 | 2015 | リマ             | 9位    |                                              |
| 15 | 2017 | ロサリオ         | 5位    |                                              |
| 16 | 2019 |                  |        |                                              |

## 全日本女子U-23の成績
| メダル獲得数 | 金メダル | 銀メダル | 銅メダル | 合計 |
| ------------ | -------- | -------- | -------- | ---- |
| 全日本U-23   | 1        | 0        | 0        | 1    |

| 回 | 年   | 開催地           | 順位 | 備考 |
| -- | ---- | ---------------- | ---- | ---- |
| 1  | 2015 | マニラ首都圏     | 4位  |      |
| 2  | 2017 | ナコンラチャシマ | 優勝 | ※    |

| メダル獲得数 | 金メダル | 銀メダル | 銅メダル | 合計 |
| ------------ | -------- | -------- | -------- | ---- |
| 全日本U-23   | 0        | 0        | 1        | 1    |

| 回 | 年   | 開催地       | 順位 | 備考 |
| -- | ---- | ------------ | ---- | ---- |
| 1  | 2013 | メヒカリ他   | 3位  |      |
| 2  | 2015 | アンカラ     | 4位  |      |
| 3  | 2017 | リュブリャナ | 9位  |      |

## 歴代監督
（）は当時の所属。

### 全日本女子ジュニア
- 佐藤忠明（四天王寺高等学校）
- 吉田国昭（ユニチカ）
- 小島孝治（元全日本女子監督）
- 徳丸順庶（博多女子高等学校）
- 菊間崇祠（八王子実践高等学校）
- 西本哲雄（日本たばこ産業）
- 鈴木定（イトーヨーカドー）
- 西田守（日本バレーボール協会）
- 伊藤博義（川越市立川越商業高等学校）
- 郭一彦（和歌山信愛女子短期大学附属高等学校）
- 相原昇（東九州龍谷高等学校）
- 小川良樹（下北沢成徳高等学校）
- 福田康弘（東レ・アローズ）
- 安保澄（日本バレーボール協会）

### 全日本女子ユース
- 西本哲雄（日本たばこ産業）
- 菊間崇祠（八王子実践高等学校）
- 西田守（大阪女子短期大学高等学校）
- 伊藤博義（川越市立川越商業高等学校）
- 松本幸（熊本信愛女学院高等学校）
- 種田健（日本バレーボール協会）
- 相原昇（東九州龍谷高等学校）
- 小川良樹（下北沢成徳高等学校）
- 半沢一郎（江東区立有明中学校）
- 三枝大地（日本バレーボール協会）

### 全日本女子U-23
- 大久保茂和（日本バレーボール協会）
- 安保澄（日本バレーボール協会）

## 歴代選手
詳細はバレーボール日本女子U19代表の歴代選手・スタッフ一覧、バレーボール日本女子U21代表の歴代選手・スタッフ一覧及びバレーボール日本女子U23代表の歴代選手・スタッフ一覧を参照のこと。

## 参考サイト
- 日本バレーボール協会 - アジアジュニア選手権大会（女子）
- 日本バレーボール協会 - 世界ジュニア選手権大会（女子）
- 日本バレーボール協会 - アジアユース選手権大会（女子）
- 日本バレーボール協会 - 世界ユース選手権大会（女子）
- 日本バレーボール協会 - 国際大会サイクル表